# 雙色皂鱸
雙色皂鱸（学名：Rypticus bicolor），為輻鰭魚綱鱸形目鱸亞目鮨科的其中一種，分布於東太平洋區，從下加利福尼亞半島至秘魯海域，棲息深度3-68公尺，體長可達28公分，生活在岩礁區，為底棲性魚類，白天躲藏在岩石縫隙或洞穴，夜晚出來獵食，屬肉食性，以魚類為食。
种名 bicolor 意为“二色的”。